# Rejon berezieński
Rejon berezieński (ukr. Березнівський район) – były rejon w obwodzie rówieńskim na Ukrainie, którego stolicą jest miasto Bereźne.
Zlikwidowany w 2020 roku w ramach reformy decentralizacyjnej. Jego ziemie weszły w skład nowego rejonu rówieńskiego.

## Miejscowości rejonu
- Adamówka (Адамівка)
- Antonówka (Антонівка)
- Białaszówka (Балашівка)
- Białka (Білка)
- Bielczaki (Більчаки)
- Bohusze (Богуші)
- Bronne (Бронне)
- Bereźne (Березне)
- Bystrzyce (Бистричі)
- Chmielówka (Хмелівка)
- Chotyń (Хотин)
- Druchowa (Друхів)
- Hłuboczek (Глибочок)
- Hołubne (Голубне)
- Horodyszcze[3](Городище)
- Hruszówka (Грушівка)
- Hubków (Губків)
- Huta Hruszowska (Грушівська Гута)
- Janówka (Іванівка)
- Jabłonne (Яблунне)
- Jalyniwka[4] (Ялинівка)
- Jarynówka (Яринівка)
- Jackowicze (Яцьковичі)
- Kamionka (Кам'янка)
- Karaczun (Карачун)
- Kniaź-Sioło (Князівка)
- Kołodjazne[5] (Колодязне)
- Kurhany (Кургани)
- Ludwipol (Соснове)
- Łęczyn (Лінчин)
- Małuszka (Малушка)
- Małyńsk (Малинськ)
- Medwedówka (Ведмедівка)
- Moczulanka (Мочулянка)
- Mokwin (Моквин)
- Marynin (Маринин)
- Michalin (Михалин)
- Niemilia
- Nowyj Mokwyn (Новий Моквин)
- Ozirce (Озірці)
- Orłówka[6] (Орлівка)
- Podhało (Підгало)
- Pohorełówka (Поліське)
- Polany (Поляни)
- Prysłucz[7] (Прислуч) o
- Siedliszcze Wielkie (Великі Селища)
- Siwki (Сівки)
- Sołpa Wielka (Совпа)
- Tyszyca (Тишиця)
- Wielka Kupla (Велика Купля)
- Wielkie Pole (Велике Поле)
- Wilhiwka (Вільхівка)
- Wilia (Вілля)
- Witkowicze (Вітковичі)
- Zamostyszcze (Замостище)
- Zurne (Зірне)

Nieistniejące
- Alfredówka[8]